# IC 4427
IC 4427 ist eine elliptische Galaxie vom Hubble-Typ Sab mit ausgedehnten Sternentstehungsgebieten im Sternbild Bärenhüter am  Nordsternhimmel. Sie ist schätzungsweise 407 Millionen Lichtjahre von der Milchstraße entfernt und hat einen Durchmesser von etwa 95.000 Lichtjahren.
Im selben Himmelsareal befinden sich u. a. die Galaxien NGC 5635, IC 4423, IC 4425, IC 4436.
Das Objekt wurde am 21. Juni 1895 von Stéphane Javelle entdeckt.